# فاولر بوتير
فاولر بوتير (بالإنجليزية: Fuller Potter)‏ هو رسام أمريكي، ولد في 24 أبريل 1910 في نيويورك في الولايات المتحدة، وتوفي في 1 مايو 1990 في ويسترلي في الولايات المتحدة.

## وصلات خارجية
- الموقع الرسمي